# Michael Reid McKay
Michael Reid McKay (New London, 24 giugno 1953) è un attore statunitense.

## Biografia
Nonostante non abbia mai interpretato ruoli principali, ha preso parte a diversi film di successo. Nel film Seven di David Fincher interpreta la vittima dell'accidia; al momento delle riprese pesava 36 chili. Nel film X-Men 2 interpreta Jason, il figlio di William Stryker. Nel film horror Insidious 3 - L'inizio interpreta l'Uomo che non respira.

## Filmografia

### Cinema
- Autostrada per l'inferno (Highway to Hell), regia di Ate de Jong (1991)
- Seven (Se7en), regia di David Fincher (1995)
- Ace Ventura - Missione Africa (Ace Ventura: When Nature Calls), regia di Steve Oedekerk (1995)
- Batman & Robin, regia di Joel Schumacher (1997)
- Buddy - Un gorilla per amico (Buddy), regia di Caroline Thompson (1997)
- L'allievo (Apt Pupil), regia di Bryan Singer (1998)
- The Unknown Cyclist, regia di Bernard Salzmann (1998)
- X-Men 2 (X2), regia di Bryan Singer (2003)
- La battaglia di Shaker Heights, (The Battle of Shaker Heights), regia di Efram Potelle e Kyle Rankin (2005)
- Insidious 3 - L'inizio (Insidious: Chapter 3), regia di Leigh Whannell (2015)
- Army of the Dead, regia di Zack Snyder (2021)

### Televisione
- Omicidi e incantesimi (Cast a Deadly Spell), regia di Martin Campbell - film TV (1991)
- The Shield - serie TV, un episodio (2002)
- CSI - Scena del crimine (CSI: Crime Scene Investigation) - serie TV, un episodio (2005)